# NGC 310
NGC 310 est une étoile située dans la constellation de la Baleine. L'astronome irlandais Robert Stawell Ball a enregistré la position de cette étoile le 31 décembre 1866.